# Belá (okres Žilina)
Belá (maďarsky Bella) je obec v okrese Žilina na Slovensku. Žije v ní přibližně 3 300 obyvatel. Součástí obce jsou osady Kubíková (dříve Kociny), Zlieň, Mažgútovia, Nižné Kamence, část Vyšných Kamenců a rekreační oblast Bránica.

## Historie
První písemná zmínka o vesnici pochází z roku 1378.

## Přírodní poměry
Belá leží v severovýchodní části Žilinské kotliny, v údolí Varínky a Belianského potoka, který vytváří Belianskou dolinu. Západně od obce se nachází Kysucká vrchovina, ve východní části se zvedají výběžky Krivánské Malé Fatry. Do katastrálního území vesnice zasahují části národních přírodních rezervací Prípor, Tiesňavy a Veľká Bránica.

## Doprava
Obec se nachází na silnici II/583, která spojuje Žilinu s Oravou.

## Pamětihodnosti
Ve vesnici stojí raně gotický kostel sv. Máří Magdalény z poslední třetiny 13. století, renesančně upravený v roce 1683. Hlavní oltář barokního typu pochází ze druhé poloviny 17. století.